# Frans Böckman
Frans Böckman, född 1669, död 1741, var en dansk köpman bosatt i Flensborg.
Under det svensk-danska kriget 1712-1713 utmärkte sig Böckman genom sitt mod och sin fosterlandskärlek när han bland annat verkade som spion. När Magnus Stenbock begärde en stor brandskatt av staden Flensborg, lyckades Böckman efter många svårigheter samla en trupp om 200 man från Rendsborg för undsättning. Under marschen mot Flensborg mötte truppen en överlägsen svensk styrka och fick retirera, men ryktet om truppens framryckning ledde till att den svenska styrkan under natten övergav Flensborg utan brandskatt. Efter kapitulationen i Tönning erkände de svenska officerarna sin beundran för Böckmans visade mod.